# Place du Châtelet
Die Place du Châtelet [plas dy ʃɑtlɛ] ist ein Platz auf der Grenze zwischen dem Quartier Saint-Germain-l’Auxerrois im 1. und dem Quartier Saint-Merri im 4. Arrondissement von Paris. Sie liegt am Zugang zur Straßenbrücke Pont au Change und ist nur durch eine Uferstraße von der Seine getrennt.

## Lage
Durch seine zentrale Lage in der Hauptstadt an der Kreuzung der Nord-Süd- und der Ost-West-Achse ist der Platz ein wichtiger Verkehrsknotenpunkt, ein Knotenpunkt der öffentlichen Verkehrsmittel und ein bevorzugter Ort für Veranstaltungen in Paris.
Dort kreuzen sich bekannte Pariser Straßen: in der Ost-West-Achse Rue de Rivoli, Avenue Victoria, Quai de la Mégisserie und Quai de Gesvres und in Nord-Süd-Richtung Boulevard de Sébastopol und Boulevard du Palais mit dem Pont au Change.
An der Place du Châtelet gibt es einen Umsteigebahnhof der Métro, der in der Platzmitte und an den Seiten Zugänge hat: Châtelet mit den Linien      und . Dessen Stationen liegen unterirdisch und sind an den Bahnhof Châtelet - Les Halles des RER-Netzes angebunden: Linien  ,  und . Zudem wird der Platz von mehreren Buslinien angefahren.

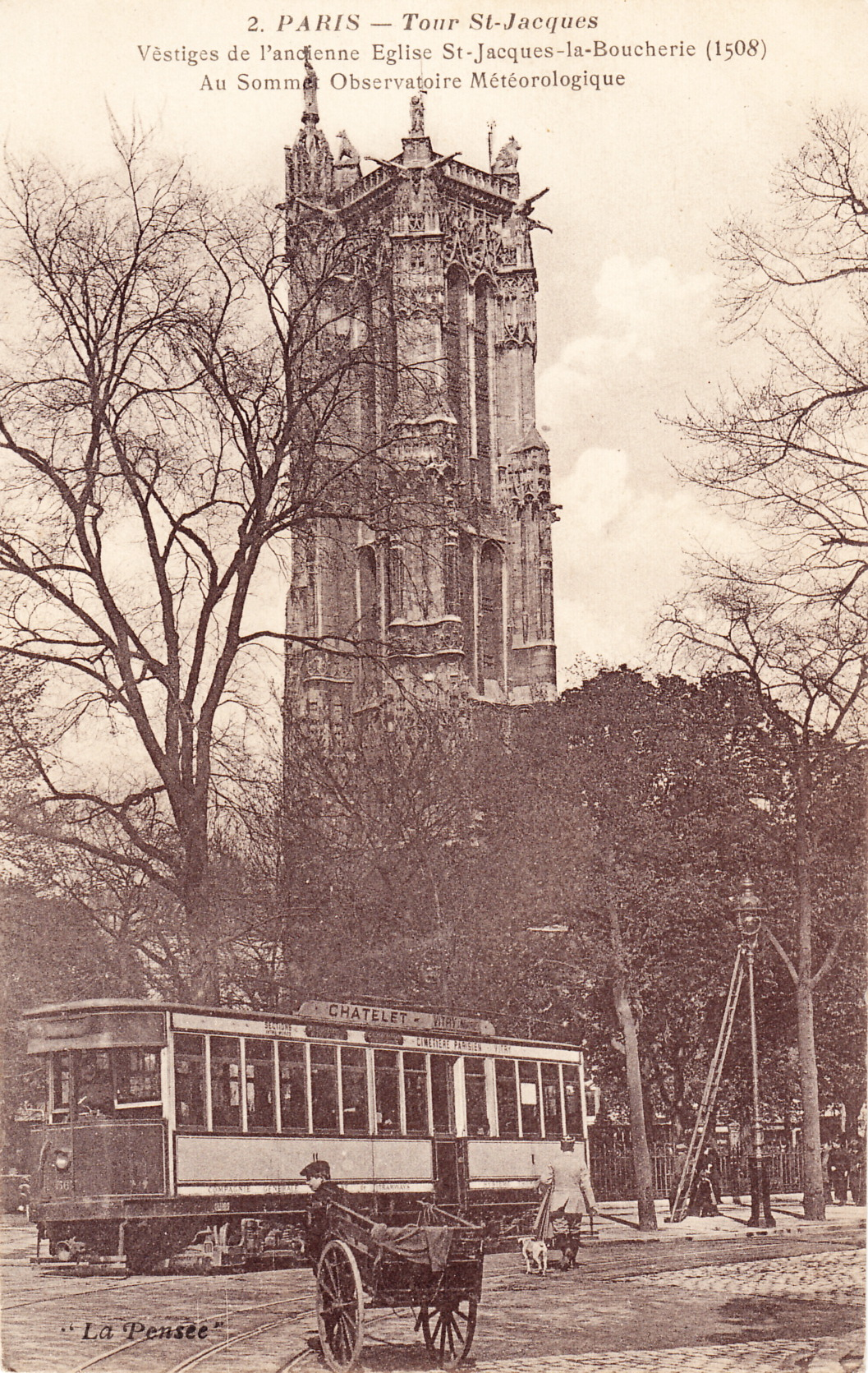
Eine Straßenbahn der Linie Châtelet – Vitry zu Beginn des 20. Jahrhunderts.

## Namensursprung
Der Platz wurde deshalb so benannt, weil
1. dort das Grand Châtelet stand, das 1802 abgerissen wurde.
2. der Namen von den Rue Sain-Lefroi, die früher Rue du Châtelet oder Rue Devant-le-Châtelet hieß, übernommen wurde.

## Geschichte
Die Place du Châtelet war der Standort des Grand Châtelet, eines Kastells, das im Mittelalter die Seinebrücke Grand Pont (heute: Pont au Change) sicherte. Nach dem Bau der Stadtmauer wurde es – inklusive Justizverwaltung und Gefängnis – Amtssitz des Prévôt de Paris. Im Jahr 1802 wurde es auf Befehl Napoleon Bonapartes abgerissen.
Durch seine Anlage verschwanden die
- Rue de la Joaillerie
- Rue du Pied de Boeuf
- Rue du Saint-Leufroi
- Rue de la Triperie und die
- Rue Trop-Va-Qui-Dure

In dem Werk Supplément du théâtre italien gibt der Harlekin dem Alten die Namensfindung der Rue du Pied de Boeuf folgendermaßen wieder:

« C’est où fut acheté le Pied de Bœuf, que Jean Tison donna à la Princesse pour sa Fête. »

„Hier wurde der Ochsenfuß gekauft, den Jean Tison der Prinzessin schenkte.“

Ein Plan vom 11. Oktober 1806 des Innenministers Champagny setzte die Breite des Platzes auf 62,5 m fest. Das wurde jedoch am 21. Juni 1817 korrigiert, denn man stellte zu jener Zeit fest, dass die Fontaine du Palmier (eine 1808 aufgestellte Säule zur Erinnerung an die napoleonischen Siege auf einem Sockel-Brunnen aus dem Jahr 1858) nicht genau in der Achse des Platzes steht. Durch eine königliche Anordnung (16. Mai 1836) wurde das korrigiert und die Platzbreite auf 61,5 m reduziert.
Während der Julirevolution von 1830 fand auf dem Platz die Konfrontation der Aufständischen mit den regulären Truppen statt.
Der Platz wurde 1854 im Rahmen der Neugestaltung von Paris im 2. Kaiserreich neu vermessen, wobei vor allem die Rue Pierre-à-Poisson verschwand. Der Brunnen wurde dabei um 12 m nach Westen versetzt.

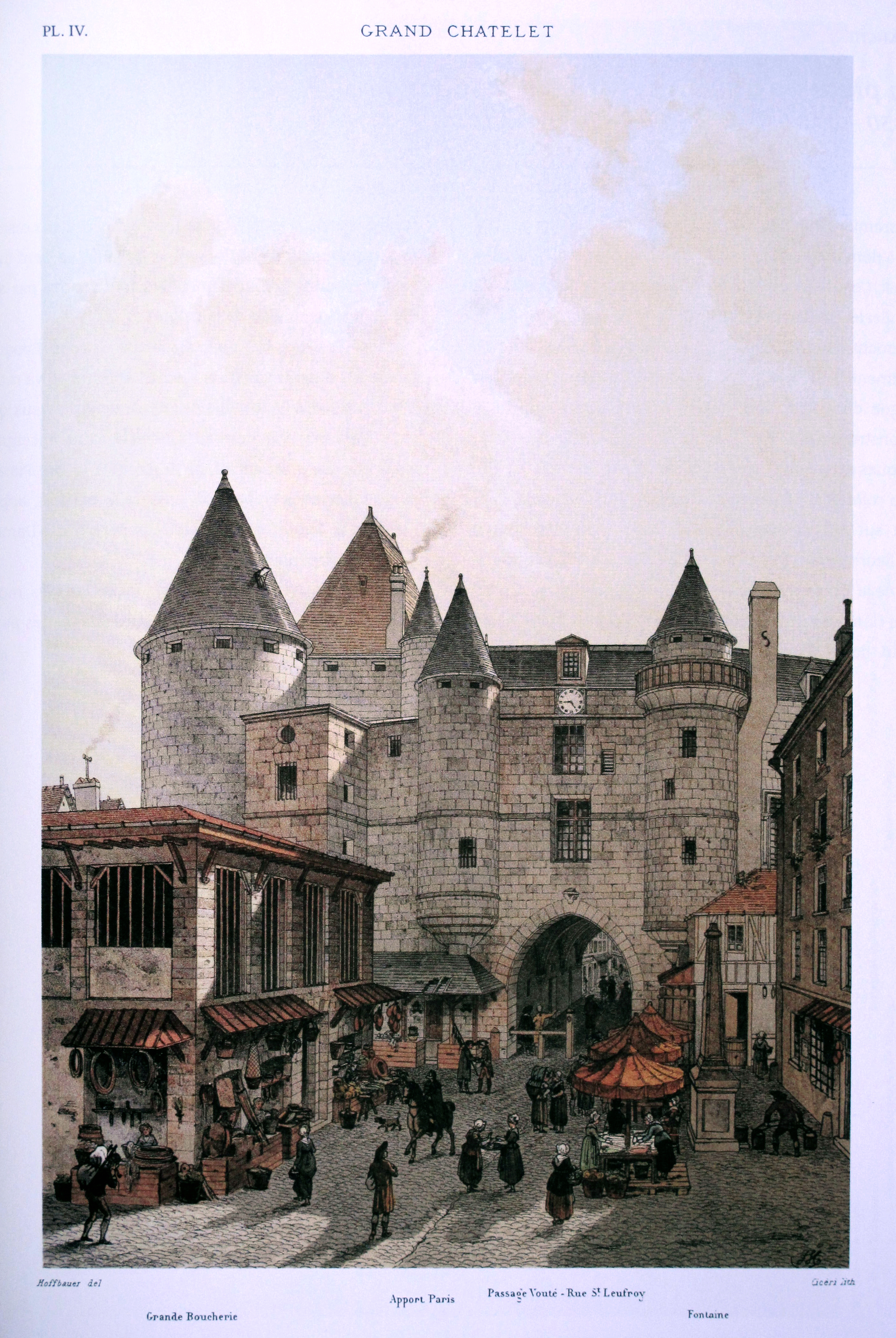
Sicht zum Grand Châtelet von der Rue Saint-Denis
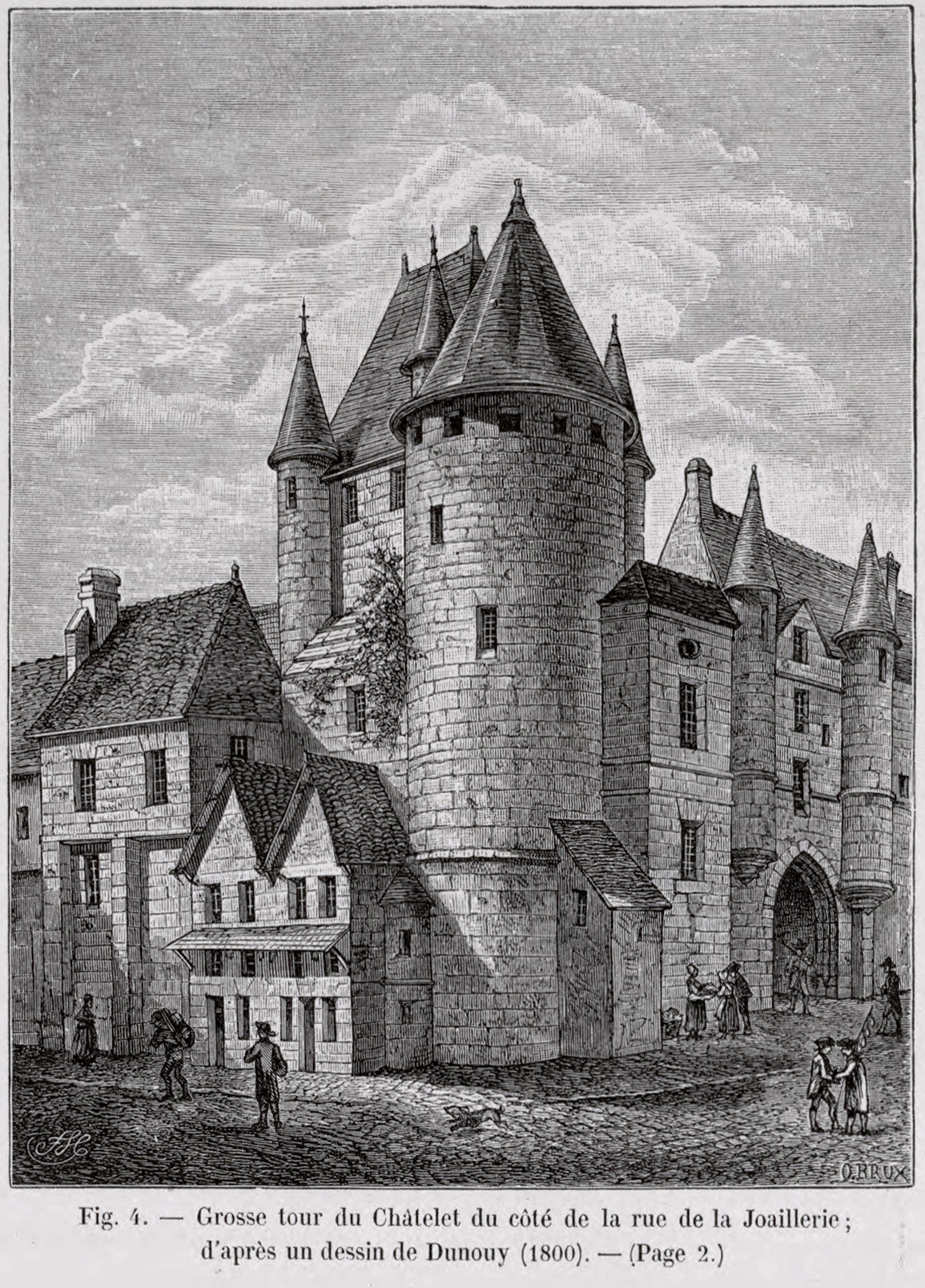
Der dicke Turm des Châtelet von der Rue de la Joaillerie aus
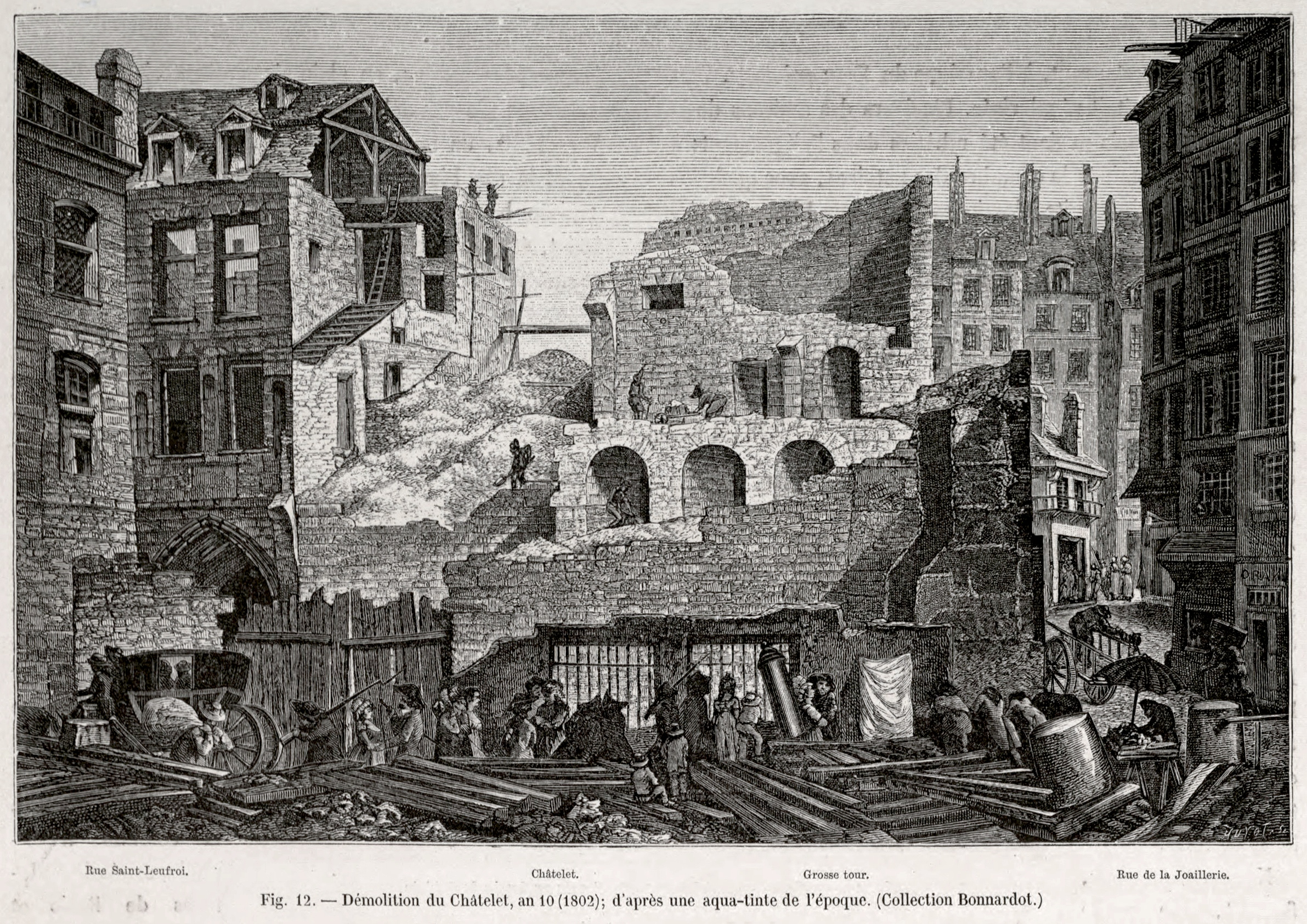
Ruine des Châtelet im Jahr X (1802)
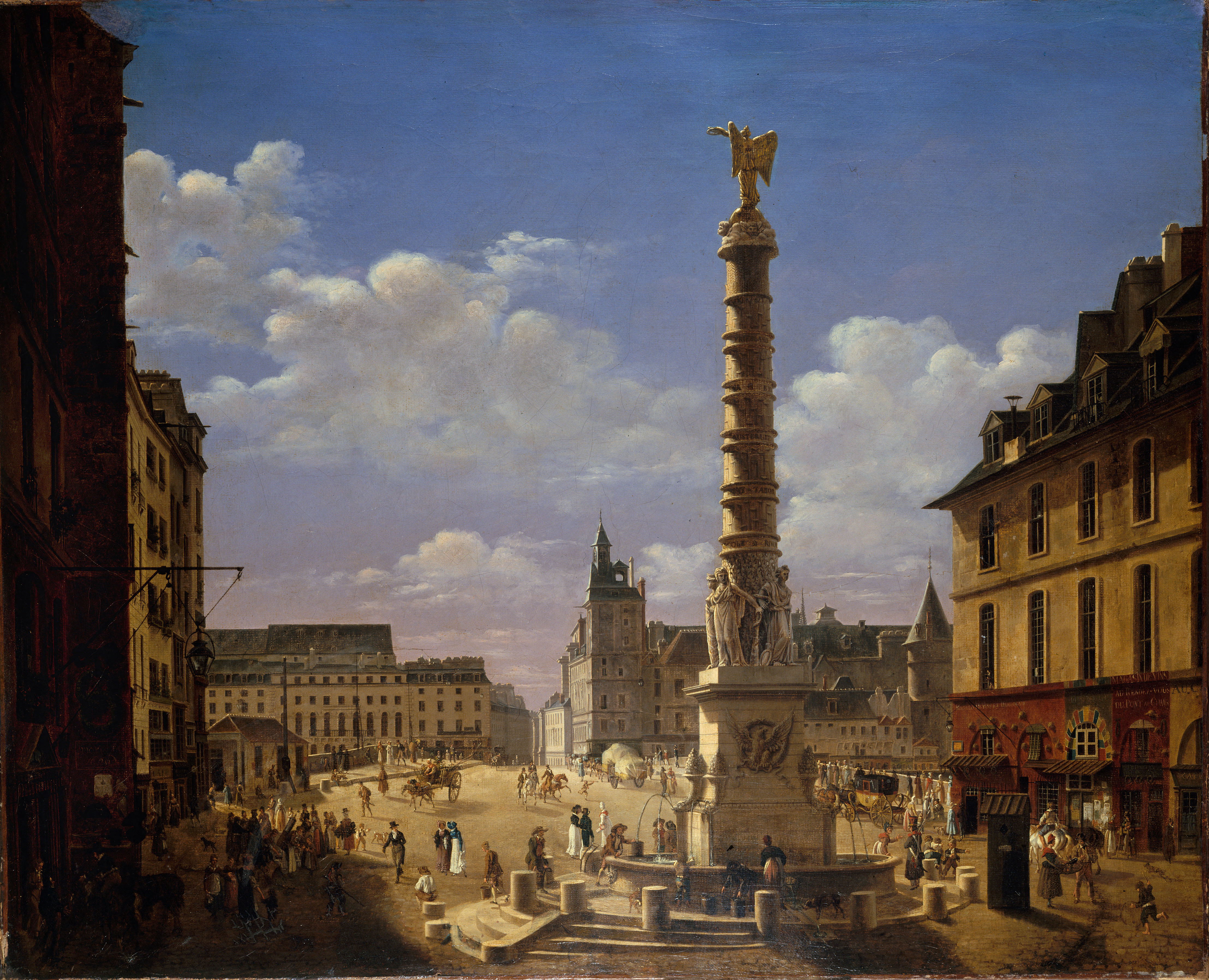
Place du Châtelet (1810) auf einem Bild von Étienne Bouhot (Musée Carnavalet)
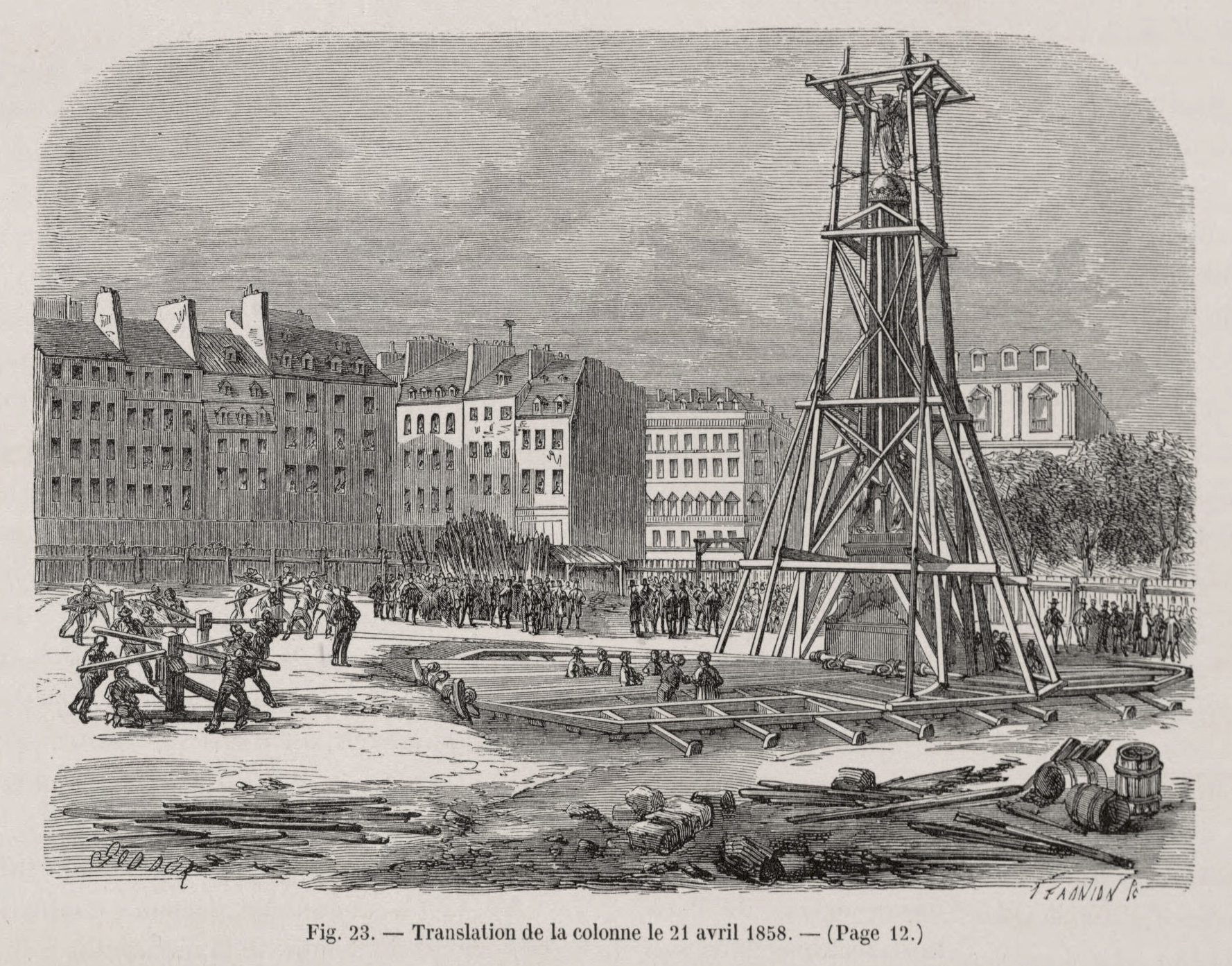
Verschiebung der Säule am 21. April 1858
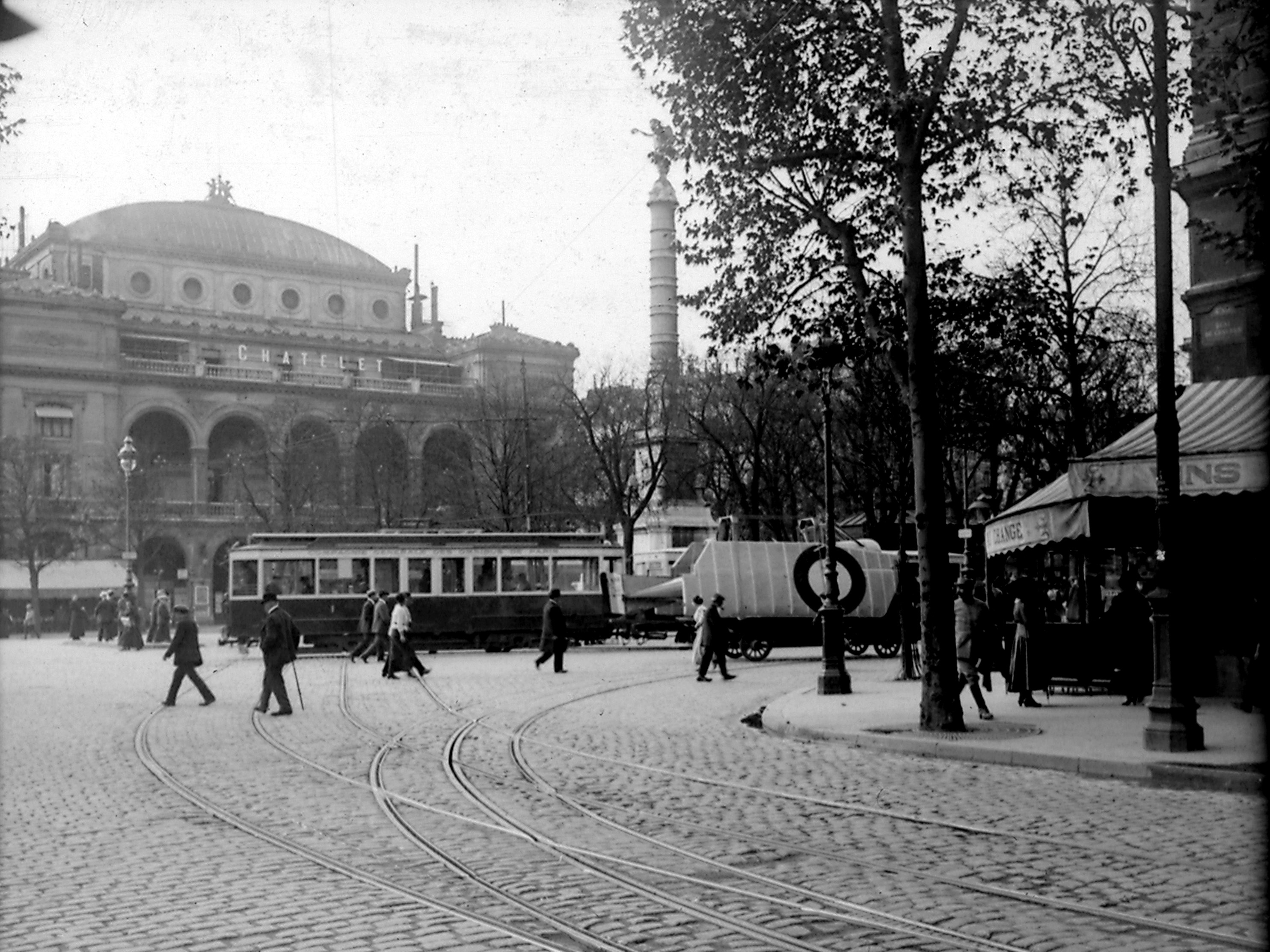
Place du Châtelet während des Ersten Weltkriegs

## Sehenswürdigkeiten
Der Platz ist heute für Fußgänger reserviert. In seiner Mitte steht die Fontaine du Palmier, eine 1808 errichtete Säule zur Glorifizierung der Siege Napoléons. 1858 wurde am Sockel ein Brunnen angefügt. Er ist mit einer Sphinx und Statuen von Gabriel Davioud geschmückt und wurde von Jules Blanchard restauriert.
An den Seiten des Platzes befinden sich zwei von Gabriel Davioud stammende Theater, die Baron Haussmann in Auftrag gab: das Théâtre du Châtelet (Westseite) und das Théâtre de la Ville (Ostseite).

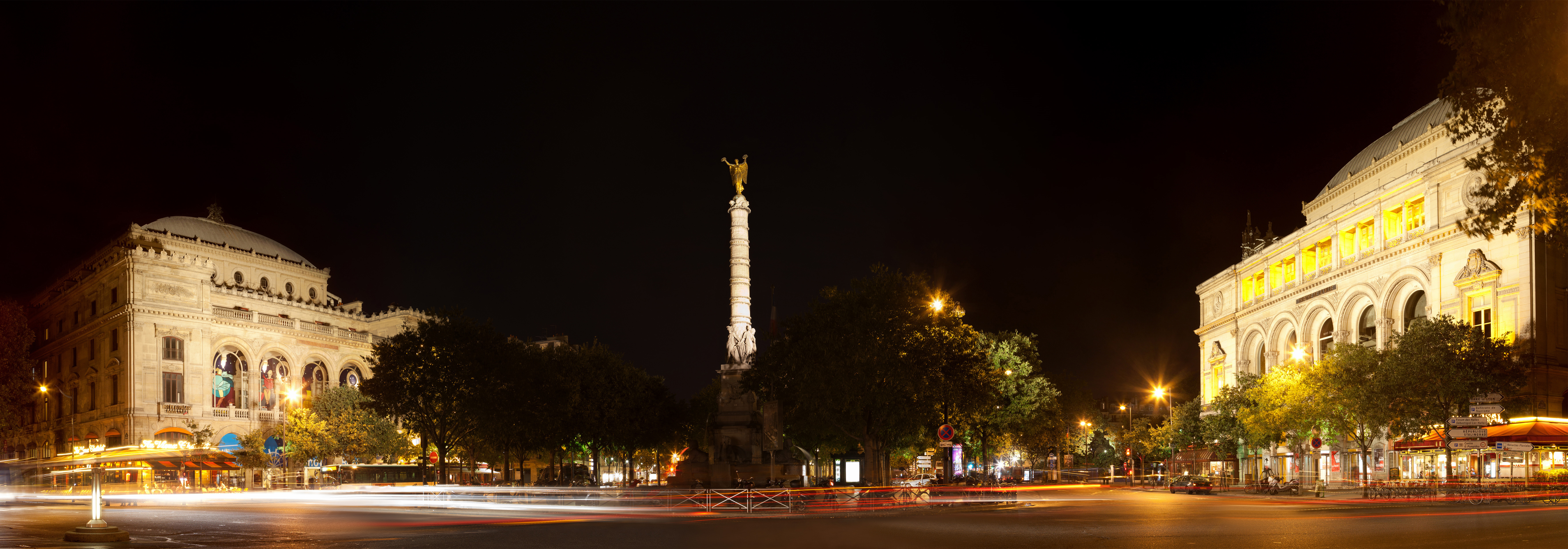
Place du Châtelet mit (von links nach rechts) dem Théâtre du Châtelet, der Fontaine du Palmier und dem Théâtre de la Ville
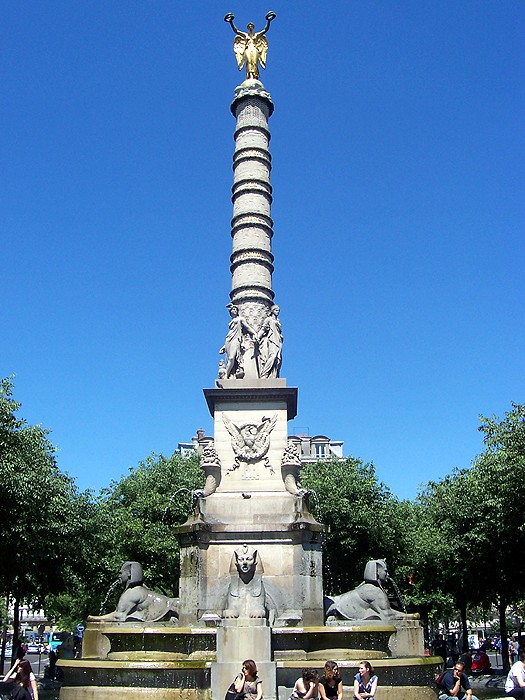
Fontaine du Palmier
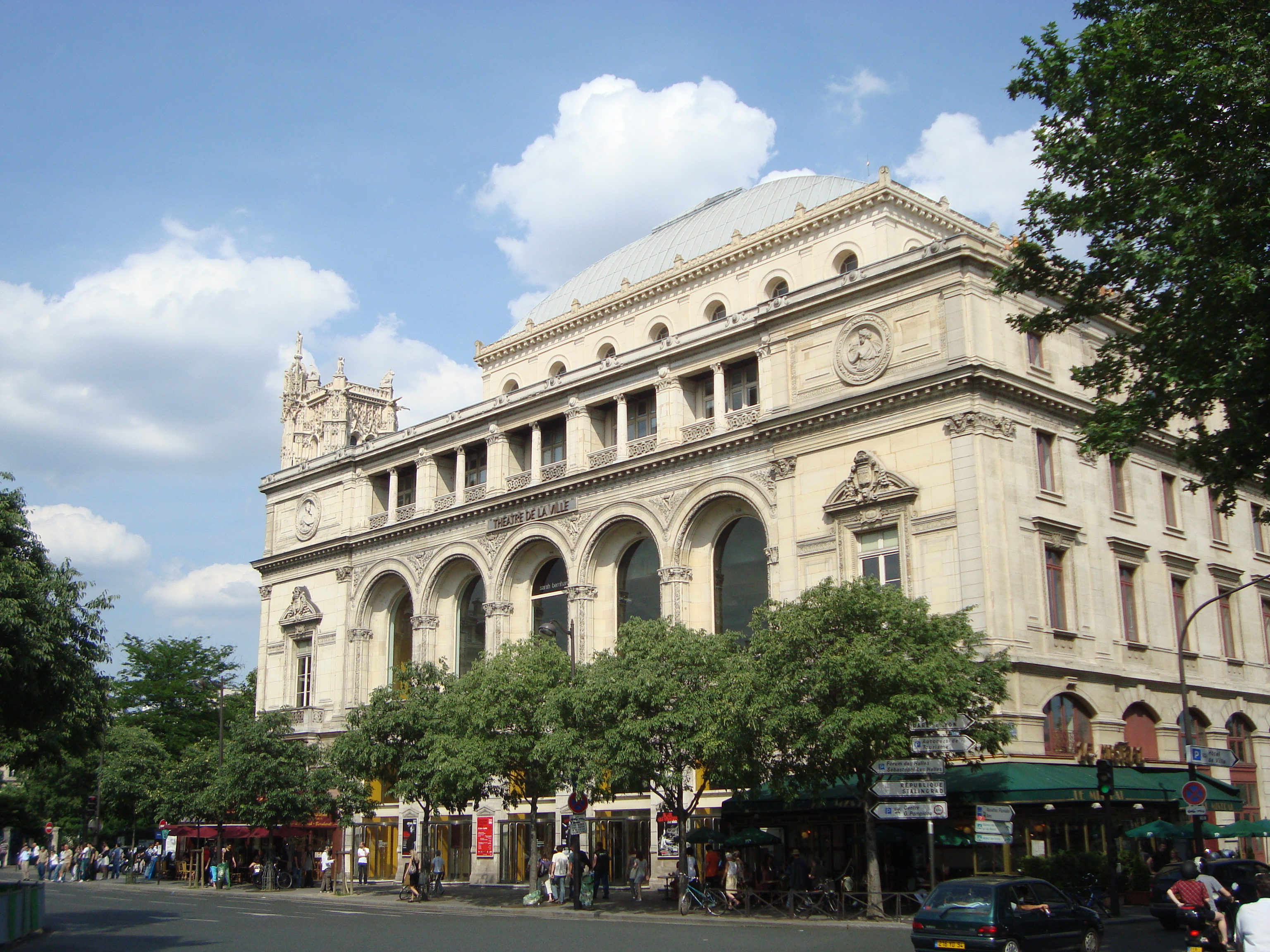
Théâtre de la Ville
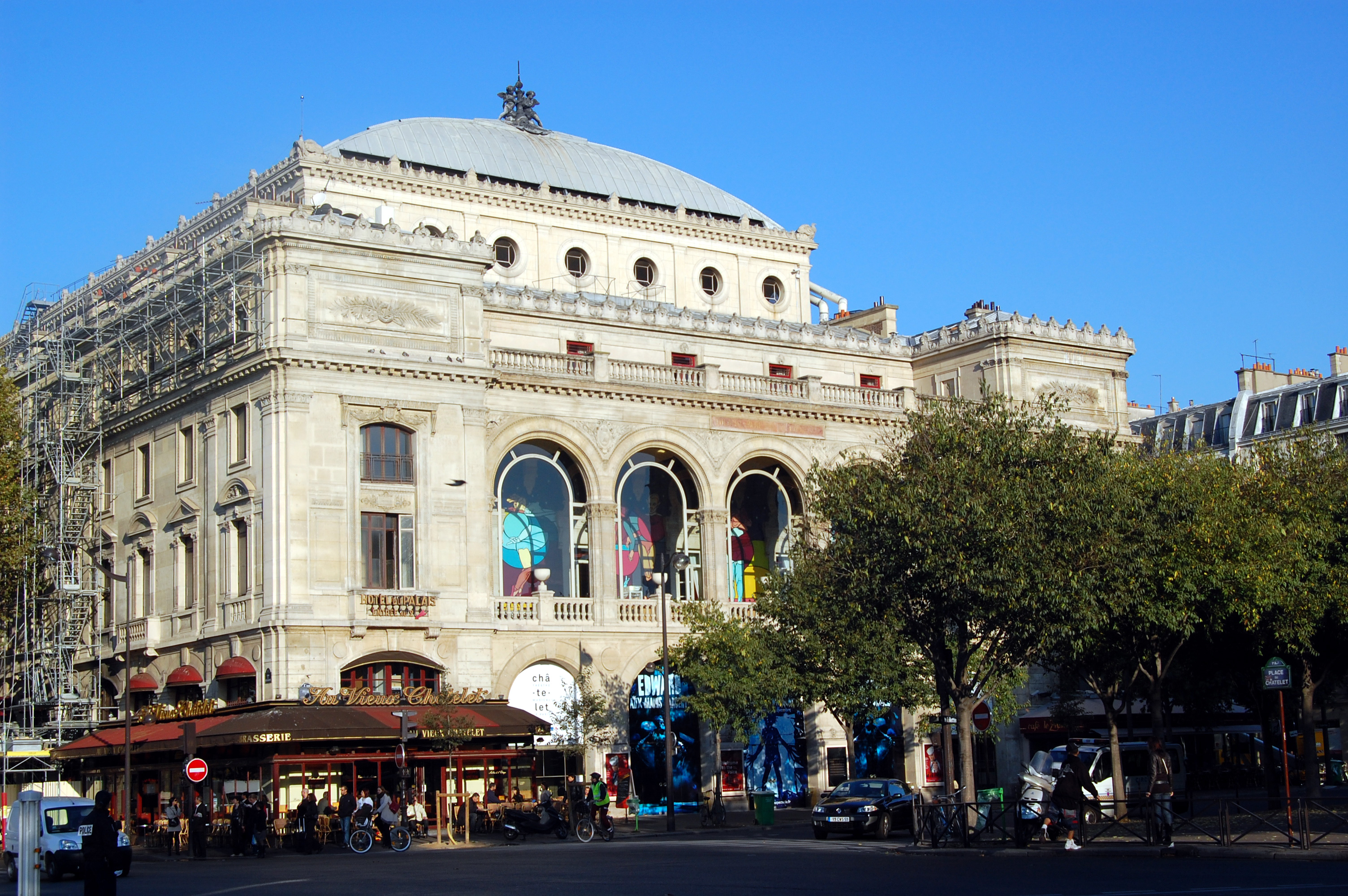
Théâtre du Châtelet

### Im Film
- Eine Scene des Films Paris nous appartient, den Jacques Rivette 1961 gedreht hat, spielt auf dem Platz und auf dem Dach des Théâtre de la Ville